# Барабашевская волость (Изюмский уезд)
Барабашевская во́лость — историческая административно-территориальная единица Изюмского уезда Харьковской губернии с волостным правлением в селе Барабашевка.
По состоянию на 1885 год состояла из 9 поселений, 6 сельских общин. Население — 1581 человек (873 человек мужского пола и 708 — женского), 306 дворовых хозяйств.
|                       | Площадь | В т.ч. пахотной |
| --------------------- | ------- | --------------- |
| Сельских общин        | 1560    | 1422            |
| Частной собственности | 10605   | 7901            |
| Другой собственности  | -       | -               |
| В целом               | 12165   | 9323            |

Основные поселения волости:
- Барабашевка (Савинова) — бывшее владельческое село в 20 верстах от уездного города. В селе волостное правление, 55 дворов, 267 жителей, православная церковь.[1]
- Андреевка (Вейковка) — бывшая владельческая деревня. В деревне 54 двора, 347 жителей, винокуренный завод.[1]